# Lalandia
Lalandia A/S er et dansk selskab, som driver tre feriecentre i Rødby, Billund og Søndervig kaldet Lalandia Rødby, Lalandia Billund og Lalandia Søndervig. Lalandia har i sine tre parker sammenlagt mere end én million besøgende på årsbasis, og de er blandt de mest besøgte danske turistattraktioner. Størstedelen af gæsterne kommer fra Danmark, Norge, Sverige og Tyskland. Selskabet blev grundlagt i 1988 med åbningen af feriecentret i Rødby, og navnet Lalandia er den latinske betegnelse for Lolland, hvor det første center ligger.
Alle Lalandia-parker består af feriehuse som udlejes gennem Lalandia. Ved leje af husene får man adgang til en række faciliteter som fx badeland, legeland, sportsfaciliteter som klatrebane og skøjtebane, restauranter og butikker.

## Lalandia Rødby
Lalandia Rødby åbnede i 1988 som vandland. Det er siden blevet udvidet med bl.a. skøjtebane og bowlingbaner. Området dækker over 25.000 m2. I 2018 havde feriecentret 520.000 besøgende.

## Lalandia Billund
Lalandia i Billund åbnede den 24. april 2009. Badelandet i Lalandia i Billund er med 10.000 m² Skandinaviens største vandland.
I 2018 havde feriecentret 682.000 besøgende.

## Lalandia Søndervig
Lalandia i Søndervig åbnede den 9. juni 2022 og har badelandet Aquadome med forskellige vandrutsjebaner og legelandet Monky Tonky Land. Udenfor centeret er der godt 400 feriehuse, som kan lejes af turister..

## Tidslinje
Lalandia opføres 1986-1988. Entreprenør Ejnar Jensen står for byggeriet. Idéen til Lalandia kom fra daværende borgmester Hans Christiansen efter et besøg i Center Parks i Holland.
- 1988: Lalandia åbner i Rødby.
- 1989: Ejnar Jensen sælger Lalandia til Bikuben (BG Bank, nu Danske Bank).
- 1999: BG Bank sælger Lalandia til REKA-gruppen.
- 2000 – 2001: Der bygges bowlingbaner og sportshal.
- 2002: Skøjtebane og et lysstøberi tilføjes, mens Monky Tonky Land og restaurationskapaciteten udvides.
- 2003: Badelandet og omklædningsrummene udvides, så kapaciteten øges fra 1.000 til 1.300 gæster i badelandet. Lalandia er med sine 25.000 m² nu Danmarks største feriecenter.
- 2004: Lalandia sælges til PARKEN Sport & Entertainment A/S.
- 2004 – 2005: 38 luksusferiehuse opføres, og Caféen og High Jump trampolinen bygges til arkaderne. Monky Tonky Land udvides igen.
- 2008: Den udendørs del af Aquadome står færdig.
- 2009: I foråret åbner Lalandia en topmoderne 3D-biograf med 2 sale.
- 2009: Lalandia får i foråret en søster, da det store nye Lalandia feriecenter i Billund åbner.
- 2012: "Tornadoen" og "Pipeline" vandrutsjebanerne åbner i Rødby. Winter World åbner i Billund.
- 2013: Lalandia i Rødby fylder 25 år.
- 2015: Europas længste Wild River på 168 meter åbner i Billund.
- 2016: Put and Take-fiskesø åbner i Lalandia i Rødby.
- 2017: Vandrutsjebanen "Twister" åbner i Lalandia i Billund.
- 2022: Lalandia i Søndervig åbner den 9. juni.